# 아담의 서
아담의 서(Book of Adam 또는 Books of Adam)는 아담과 이브에 관련된 예닐곱권의 기독교 전통의 외경적인 문헌들 각각의 책 이름이기도 하고 또한 이들을 통칭하는 낱말이기도 하다. 한편, 나스티시즘의 일파인 만다야교의 중심 경전인 《긴자 라바》가 "아담의 서(Book of Adam)"라고 불리기도 한다.

## 기독교 외경
- 《아담의 서(Book of Adam)》 또는 《아담과 이브의 모순(Contradiction of Adam and Eve)》

《가톨릭 대백과사전(Catholic Encyclopedia)》 1913년판에서는 이 문헌을 "동양의 우화와 전설로 이루어진 허구"라고 하여 종교적 경전이 아닌 소설인 것으로 평가 또는 폄하하고 있다. 이 문헌은 아우구스트 딜만(August Dillmann)에 의해 최초로 유럽어로 번역되었는데, 그는 에티오피아 판본을 독일어로 번역하였다. 솔로몬 시저 말란(Solomon Caesar Malan)에 의해 최초로 영어로 번역되었다.
- 《아담의 유언(Testament d'Adam)》 또는 《아담의 참회(Pénitence d'Adam)》

시리아어 단편들로 구성된 문헌으로 에르네스트 르낭(Ernest Renan)에 의해 프랑스어로 번역되었다. 빌헬름 메이어(Wilhelm Meyer)는 《아담과 이브의 참회(The Penitence of Adam and Eve)》를 라틴어로 출판하였다.
- 《아담의 딸들의 서(The Books of the Daughters of Adam)》

교황 젤라시오 1세의 495~496년 동안의 문헌 목록에서 언급된 책으로, 그는 이 책이 "소창세기(Little Genesis)"라고도 불리는 《희년의 서(Book of Jubilees)》와 동일한 책이라고 하였다.
- 《우리의 최초의 부모의 말씀(Testament of Our First Parents)》

아나스타시오(Anastasius the Sinaïte)은 이 문헌의 일부를 인용하였다.
- 《아담의 서(Book of Adam)》

아라켈 수네치(Arakel Sunetsi 또는 Arakel of Siwnik)가 저술한 아담과 이브에 대한 시집. 1403년에 저술되었으나 1799년에 최초로 출판되었다. 마이클 스톤(Michael E. Stone)에 의해 최초로 영어로 번역되었다.

## 나스티시즘 경전
나스티시즘 일파인 만다야교의 중심 경전인 《긴자 라바(Ginza Rba)》는 "아담의 서(Book of Adam)"라고도 불린다.
《긴자 라바》의 《좌겐자》의 제1권에는 구원을 성취하는 과정에 대한 내용이 들어있다. 이 제1권은 세트가 자신의 아버지인 아담보다 먼저 하늘로 승천하는 것으로 시작되고 있다. 이것은 세트파 나스티시즘의 한 예에 해당하는데, 세트파는 세트가 실락한 아담 또는 인류를 구원하기 위해 하늘로부터 지상으로 내려와서 실락한 아담 또는 인류에게 구원의 길, 즉 하늘로 되돌아가는 방법을 가르친 예언자 또는 메시아였던 것으로 중요시하고 높이 존경하였다.

## 같이 보기
- 아담 계시록(Apocalypse of Adam)
- 아담과 이브의 삶(Life of Adam and Eve)
- 아담의 유언(Testament of Adam)
- 아담과 이브와 사탄의 갈등(Conflict of Adam and Eve with Satan)

## 참고 문헌
- 본 문서에는 현재 퍼블릭 도메인에 속한 1913년 가톨릭 백과사전의 내용을 기초로 작성된 내용이 포함되어 있습니다.
- "The Books of Adam" by George J. Reid.  《The Catholic Encyclopedia》, vol. 1, 1907.